# Lautém
Pour la municipalité, voir Lautém (municipalité) et Lautém (Poste administratif).
Lautém est un village du Timor oriental. Elle est l'ancienne capitale de municipalité de Lautém. Aujourd'hui, c'est Lospalos.
La population de suco de Lautém était de 3 157 habitants en 2010.